# (100392) 1995 WR17
(100392) 1995 WR17 es un asteroide perteneciente al cinturón de asteroides, descubierto el 17 de noviembre de 1995 por el equipo del Spacewatch desde el Observatorio Nacional de Kitt Peak, Arizona, Estados Unidos.

## Designación y nombre
Designado provisionalmente como 1995 WR17.

## Características orbitales
1995 WR17 está situado a una distancia media del Sol de 2,316 ua, pudiendo alejarse hasta 2,722 ua y acercarse hasta 1,910 ua. Su excentricidad es 0,175 y la inclinación orbital 2,631 grados. Emplea 1287 días en completar una órbita alrededor del Sol.

## Características físicas
La magnitud absoluta de 1995 WR17 es 17.